# Tarazona
Tarazona – miasto w Hiszpanii, we wspólnocie autonomicznej Aragonia. W 2007 liczyło 11 131 mieszkańców.